# Aires Camera
Aires Camera est une entreprise japonaise, aujourd'hui disparue, qui a fabriqué des appareils photographiques. La compagnie, créée en 1949, a produit une douzaine d'appareils de différents formats et architectures.

## Modèles fabriqués
- 35 mm :
  - Aires 35 (1954)
  - Aires 35-II (1954)
  - Aires 35-II A (1955)
  - Aires 35-III (1955)
  - Aires 35-III A (1956)
  - Aires 35-III B (1957)
  - Aires 35-III c (1957)
  - Aires 35-III L (1957)
  - Aires 35-III S (1958)
  - Aires 35-III SA (1959)
  - Aires 35-V (1958)
  - Aires M 2.8 (Aires Viscount M 2.8) (1960)
  - Aires Ever
  - Aires Penta 35
  - Aires Radar Eye (1960)
  - Aires Reflex 35
  - Aires Viscount (1959)
  - Aires Viscount 28
  - Yallu Flex

- Moyen format :
  - Aires Automat
  - Airesflex
  - Aires Reflex
  - Aires Viceroy

## Détails des modèles

### L'Aires 35-V

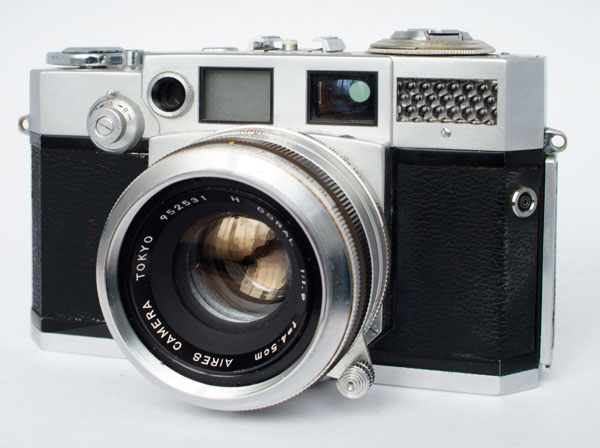
Aires 35 v 1 gd

L'aire 35 V est un appareil photographique 35 mm fabriqué par la compagnie japonaise Aires Camera de 1958 à 1962. Il s'agit d'un boîtier télémétrique à objectifs interchangeables, équipé d'une cellule de mesure de lumière non couplée à l'obturateur.

#### Caractéristiques techniques
- Obturateur : Seikosha MX central à iris, vitesse de 1s à 1/400s + pose B
- Monture objectifs : à baïonnette spécifique
- Cellule : au sélénium, non couplée

#### Objectifs disponibles
Les objectifs disponibles sont tous de marque Aires. Ils sont au nombre de quatre :
- W Coral 35 mm f/3.2
- H Coral 45 mm f/1.5
- H Coral 45 mm f/1.9
- T Coral 100 mm f/3.5

### L'Aires 35-III

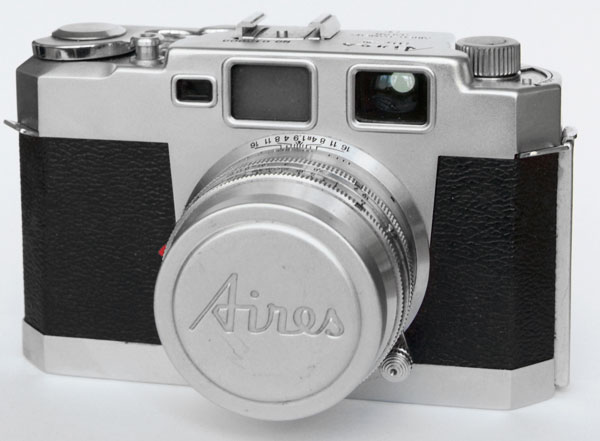
Aires 35 iii

L'Aires 35-III est un appareil photographique 35 mm fabriqué par la compagnie japonaise Aires Camera à partir de 1956. Il s'agit d'un boîtier télémétrique à objectif fixe. Il donne naissance à une lignée d'appareils ayant en commun une base technique commune : Aires 35-IIIA, Aires 35-IIA, Aires 35-III L, etc.

#### Caractéristiques techniques
- Obturateur : Seikosha MX central à iris, vitesse de 1s à 1/500s + pose B
- Objectif : H Coral 45 mm f/1.9 ou f/2.0 à 6 lentilles en 4 groupes

### Sources bibliographiques
- (en) Walter Daniel Emanuel et Andrew Matheson, Cameras, the facts: a collector's guide 1957-64, Focal Press, 1981 (lire en ligne), p. 23.
- (en) « How to make a camera bug happy this Christmas », Life magazine,‎ 23 novembre 1959 (lire en ligne). Une publicité pour l'Aires Viscount.

### Sources sur le web
- (en) Page sur l'Aires 35-V, sur le sitephotoethnography.com
- (en) collectiblend.com recense 30 appareils Aires, avec estimations des prix ;
- (en) cameramanuals.org (alias butkus.org/chinon et orphancameras.com) contient les manuels de 9 appareils ;
- Sites de collectionneurs :
  - collection-appareils.fr, le site de Sylvain Halgand, recense 14 modèles ;
  - Massimo Bertacchi a écrit un historique de la marque richement illustré ;
  - Barry Toogood décrit une dizaine de TLRs de la marque ;
  - Daniel R. Mitchell a écrit une notice pour réparer l'Aires 35 IIIL ;